# Иван Цибулка
Иван Вацлав Цибулка (чеш. Iwan Waclaw Cibulka, Праг, 5. децембар 1880 — Софија, 5. септембар 1943) био је чешки виолончелист и музички педагог. Већи део свог живота провео је у Бугарској. Био је први челиста који је држао концерте у тој земљи. Био је супруг вокалног педагога проф. Маре Цибулке и отац композитора Кирила Цибулке.

## Биографија
Цибулка је рођен 1880. године у Прагу. Са десет година почео је да узима часове виолончела. Он је био један од првих професионалних чешких челиста.
У Бугарску је дошао 1900. године и почео да свира у Гардијском оркестру када је постао први челиста у оркестру Народне опере у Софији. Упознао је бугарску публику са до тада непознатим инструментном, као и са мноштвом концерата за виолончело композитора Антоњина Дворжака, Јозефа Хајдна, Камија Сен-Санса и других. Године 1901. основао је један од првих гудачких квартета у Бугарској, у чијем саставу су били и Јозеф Швертнер, Фр. Ханел и Клингер. Овај квартет постојао је само две године, али је ипак дао снажну полазну тачку за камерне музичке догађаје у Бугарској.